# Folke Fleetwood
Folke Fleetwood, född 15 november 1890 i Odensvi, Kalmar län, död 4 februari 1949 i Stockholm, var en svensk friherre, militär och friidrottare i diskus. 
Efter studentexamen i Västervik 1908 blev han officersvolontär vid Första livgrenadjärregementet. Han avlade officersexamen 1910 och var underlöjtnant vid Göta livgarde 1910–1915, löjtnant 1916–1926 och kapten 1925–1939. Han var från 1939 major vid Svea livgarde. Han genomgick Krigshögskolan 1917. Privat medverkade han i några tidskrifter med artiklar samt uppträdde som lutsångare i mindre sällskap.
Fleetwood deltog vid OS i London 1908 där han blev oplacerad i diskus, både antik och "normal" stil. Vid OS i Stockholm 1912 kom han sjua i diskus, sammanlagt, och på 28:e plats i diskus, bästa hand. Han tävlade för Västerviks IF och IFK Stockholm. Han var dessutom tävlingsskytt.
Han var son till ryttmästaren Edvard Fleetwood och hans hustru Astrid, född Wennerberg, och dotterson till Gunnar Wennerberg samt gift första gången 1914 med Mia Lybeck och andra gången från 1925 med Doris Kjellgren.